# 金斯蘭鎮區 (阿肯色州克里夫蘭縣)
金斯蘭鎮區（英語：Kingsland Township）是位於美國阿肯色州克里夫蘭縣的一個行政鎮區。

## 地方資料
金斯蘭鎮區的面積為259.20平方千米，當中陸地面積為259.04平方千米，而水域面積為0.16平方千米。根據2010年美國人口普查的數據，當地共有人口1006人，而人口密度為每平方千米3.88人。